# Aleksander Ptak
Aleksander Ptak (* 4. listopadu 1977, Wałcz, Polsko) je polský fotbalový brankář.

## Klubová kariéra
V Polsku hrál za kluby GKS Bełchatów, Zagłębie Lubin, KS Dyskobolia Grodzisk Wielkopolski a Miedź Legnica.